# Rudolf Bülck
Rudolf Bülck (* 19. August 1880 in Neumünster; † 1. Mai 1954) war ein deutscher Bibliothekar.

## Leben
Bülck war das Kind des Hufners Hartwig Friedrich Bülck und seiner Frau Elsabe, geb. Rohwedder. Nach dem Besuch des Gymnasiums in Plön studierte er deutsche und romanische Philologie, Dänisch und Geschichte in Freiburg, Kiel und Berlin. 1926 legte er das Staatsexamen ab und wurde promoviert. Seine Dissertation trug den Titel: „Das schleswig-holsteinische Zeitungswesen von den Anfängen bis zum Jahre 1789“. Bülck schlug zunächst ab 1908 die Laufbahn des mittleren Bibliotheksdienstes in der Universitätsbibliothek Göttingen ein, 1914 wechselte er an die Universitätsbibliothek Kiel. Von 1915 bis 1918 nahm er als Soldat am Ersten Weltkrieg teil. 1927 wurde Bülck zum wissenschaftlichen Dienst zugelassen und legte 1928 seine Fachprüfung ab. 1934 wurde er Bibliotheksrat. 1944 wurde er bei einem Bombenangriff auf die UB schwer verletzt. 1945 war er der einzige wissenschaftliche Beamte der UB Kiel, der noch im Dienst war. Er organisierte die Rückführung der ausgelagerten Bestände.
Bülck forschte zur niederdeutschen Sprache, zur schleswig-holsteinischen Literatur, insbesondere zu Klaus Groth und Friedrich Hebbel, zur schleswig-holsteinischen Landeskunde sowie zur Geschichte der Christian-Albrechts-Universität Kiel und der Geschichte der UB Kiel.

## Schriften (Auswahl)
- Ludwig Uhland in Kiel. In: Die Heimat. Bd. 33 (1923), Nr. 6, Juni 1923, S. 101–104 (Digitalisat).
- Ein Gedicht auf Dahlmanns Abschied aus Kiel. In: Die Heimat. Bd. 33 (1923), Nr. 9, September 1923, S. 169f. (Digitalisat).
- Das Stammbuch des weil. Kieler Professors C. Fr. Cramer. In: Die Heimat. Bd. 33 (1923), Nr. 12, Dezember 1923, S. 241–246 (Digitalisat).
- Briefe von H. W. v. Gerstenberg an C. Fr. Cramer. In: Die Heimat. Bd. 34 (1924), Nr. 3, März 1924, S. 65–68 (Digitalisat).
- Müllenhoffs Sagen als Beförderer des Aberglaubens. In: Die Heimat. Monatsschrift des Vereins zur Pflege der Natur- und Landeskunde in Schleswig-Holstein, Hamburg, Lübeck und dem Fürstentum Lübeck. Band 37, Nr. 6, Juni 1927, S. 130f. (Digitalisat).
- Das schleswig-holsteinische Zeitungswesen von den Anfängen bis zum Jahre 1789, Kiel: Ges. für Schleswig-Holsteinische Geschichte, 1928.
- Up ewig ungedeelt: Entstehungsgeschichte eines politischen Schlagworts, Kiel: Mühlau 1928.
- Unbekanntes von Matthias Claudius. In: Nordelbingen, Jg. 4, 1925, S. 112–126.
- Zweiunddreissig plattdeutsche Gelegenheitsdichtungen des 17. und 18. Jahrhunderts aus schleswig-holsteinischen Sammlungen. In: Jahrbuch des Vereins für Niederdeutsche Sprachforschung, Jg. 53, 1927/29, S. 87–153.
- Ein plattdeutsches „Buren-Gesräk“ aus dem Jahre 1757. In: Jahrbuch des Vereins für Niederdeutsche Sprachforschung, Jg. 54, 1928/29, S. 60–68.
- Wilhelm von Humboldt in Schleswig-Holstein. In: Die Heimat, Jg. 40, 1930, S. 270–276.
- Die Ortsnamenliteratur in Schleswig-Holstein, Hamburg und Lübeck. In: Zeitschrift für Ortsnamenforschung, Jg. 7, 1931, S. 277–243.
- Die Universitätsbibliothek Kiel und die nordischen Länder. In: Deutschland und der Norden: Umrissen, Reden, Vorträge: ein Gedenkbuch, Breslau: Hirt 1931.
- Die politischen Beziehungen Hamburgs zu Schleswig-Holstein. Ein geschichtlicher Abbriß. In: Nordelbingen, Jg. 8, 1930/31, S. 17–47.
- Nochmals Harro Harring. In: Die Heimat. Monatsschrift des Vereins zur Pflege der Natur- und Landeskunde in Schleswig-Holstein, Hamburg und dem Fürstentum Lübeck. Bd. 42 (1932), Nr. 2, Februar 1932, S. 43–45 (Digitalisat).
- Aus dem Leben Großenaspes im 17. Jahrhundert. In: Die Heimat. Monatsschrift des Vereins zur Pflege der Natur- und Landeskunde in Nordelbingen. Bd. 43 (1933), Nr. 7, Juli 1933, S. 169–171 (Digitalisat).
- Die Räumlichkeiten der Universitätsbibliothek Kiel bis zum Jahre 1884. In: Mitteilungen der Gesellschaft für Kieler Stadtgeschichte, Jg. 39, 1936, Heft 2, S. 112–130.
- Die Universitätsbibliothek Kiel. Ein Abriß ihrer Geschichte. In: Kieler Blätter, 1939, S. 276–289.
- Die Kieler Universitätsbibliothek: ihre Geschichte und Einrichtungen. In: Festschrift zum 275 jährigen Bestehen der Christian-Albrechts-Universität Kiel, Kiel 1940, S. 386–402.
- Schrifttumsnachweis zur Geschichte des vormärzlichen Kieler Studententums. In: Ludwig Andresen (Hg.): Kieler Studenten im Vormärz: Festgabe der Stadt Kiel zum 275jährigen Bestehen der Christian-Albrechts-Universität in Kiel, Kiel: Jensen 1940, S. 405–414.
- Das Wartburgliederbuch von 1817 und das Kieler Kommersbuch von 1821. In: Ludwig Andresen (Hg.): Kieler Studenten im Vormärz: Festgabe der Stadt Kiel zum 275jährigen Bestehen der Christian-Albrechts-Universität in Kiel, Kiel: Jensen 1940, S. 218–224.
- Dether Mauritii, Propst und Pastor an der Nikolaikirche zu Kiel. In: Mitteilungen der Gesellschaft für Kieler Stadtgeschichte, Jg. 44, 1940, S. 44–52.
- Kieler Studententum im Vormärz. In: Ludwig Andresen (Hg.): Kieler Studenten im Vormärz: Festgabe der Stadt Kiel zum 275jährigen Bestehen der Christian-Albrechts-Universität in Kiel, Kiel: Jensen 1940, S. 52–116.
- Aus Kieler Karzerbüchern: ein Beitrag zur Geschichte des Kieler Studentenwesens im Vormärz. In: Ludwig Andresen (Hg.): Kieler Studenten im Vormärz: Festgabe der Stadt Kiel zum 275jährigen Bestehen der Christian-Albrechts-Universität in Kiel, Kiel: Jensen 1940, S. 310–341.
- zusammen mit Friedrich Pauly und Alfred Kamphausen: Klaus Groth: Herkunft und Standort. Beiträge zur Groth-Forschung, Hamburg: Wegner 1948 (Jahresgabe 1949 Klaus-Groth-Gesellschaft).
- Die Kieler Universitätsbibliothek unter der Leitung von Berend Kordes (1793–1823). In: Zentralblatt für Bibliothekswesen, Jg. 62, 1948, S. 49–86.
- Karl Müllenhoff und die Anfänge des germanistischen Studiums an der Kieler Universität. In: Zeitschrift der Gesellschaft für schleswig-holsteinische Geschichte, Jg. 74/75, 1951, S. 364–407.
- Geschichte der Kieler Universitätsbibliothek, Eutin: Burkhardt 1960.